# Mamadou Loum N'Diaye
Mamadou Loum N'Diaye né le 10 août 2023 à Dakar, est un footballeur sénégalais évoluant au poste de milieu de terrain au Sporting de Gijón.

## Biographie

### En équipe nationale
Avec les moins de 20 ans, il participe à la Coupe d'Afrique des nations des moins de 20 ans en 2015. Lors de cette compétition, il joue cinq matchs. Il délivre une passe décisive contre le Congo lors du premier tour. Le Sénégal s'incline en finale face au Nigeria.
Il dispute ensuite quelques mois plus tard la Coupe du monde des moins de 20 ans organisée en Nouvelle-Zélande. Lors du mondial junior, il joue cinq matchs. Le Sénégal s'incline en demi-finale face au Brésil.
Le 11 novembre 2022, il est sélectionné par Aliou Cissé pour participer à la Coupe du monde 2022.

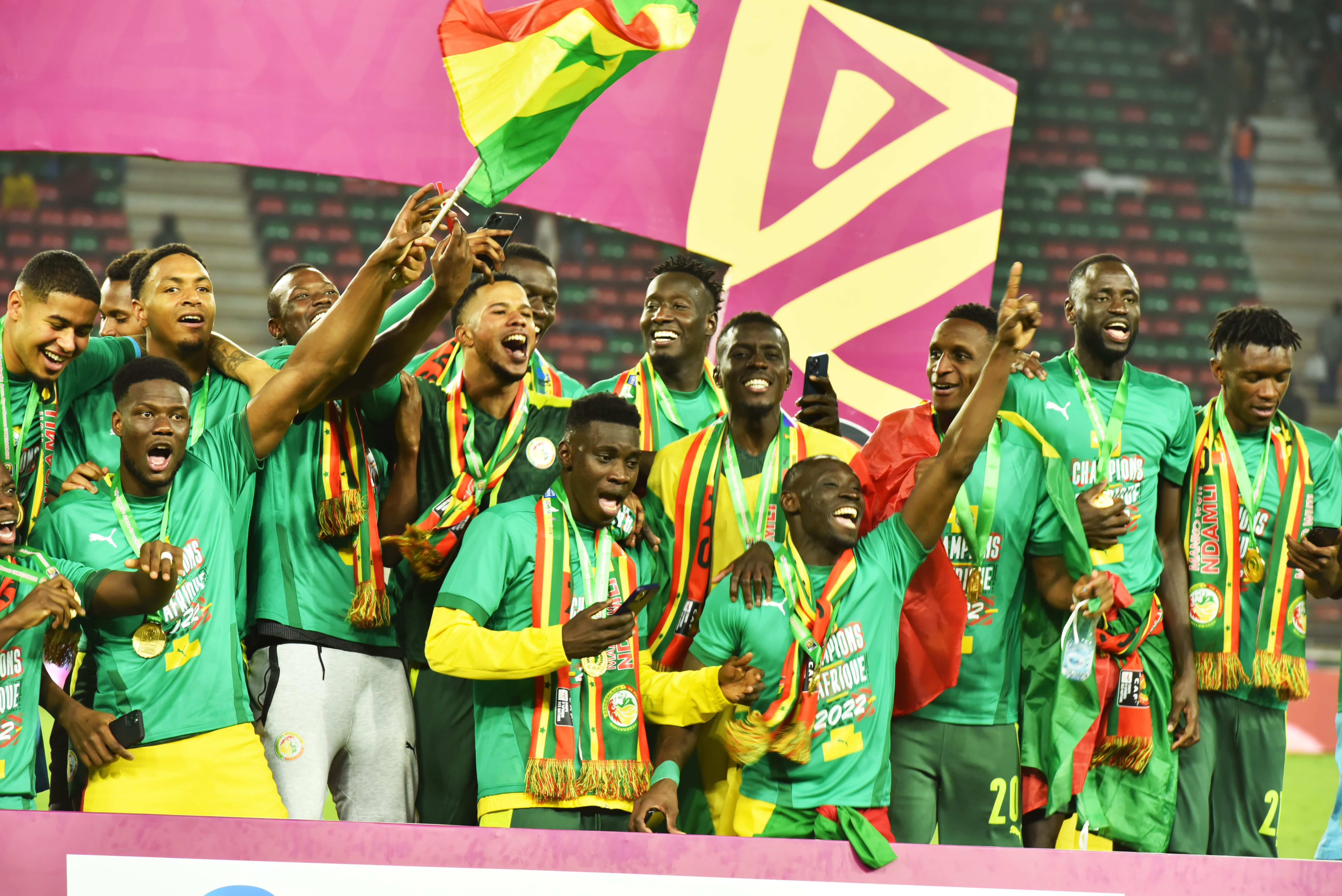
Après avoir battu l'Egypte en finale de la CAN les joueurs sénégalais manifestent leur joie au stade Olembé de Yaoundé ,Cameroun

## Palmarès

### Avec l'équipe du Sénégal
Sénégal -20 ans
- Finaliste de la Coupe d'Afrique des nations junior en 2015

 Sénégal
- Champion de la Coupe d'Afrique des nations de football 2021

### En club
FC Porto
- Champion du Portugal en 2020
- Vainqueur de la Coupe du Portugal en 2020